# Hospitalkirche St. Trinitatis (Schneeberg)

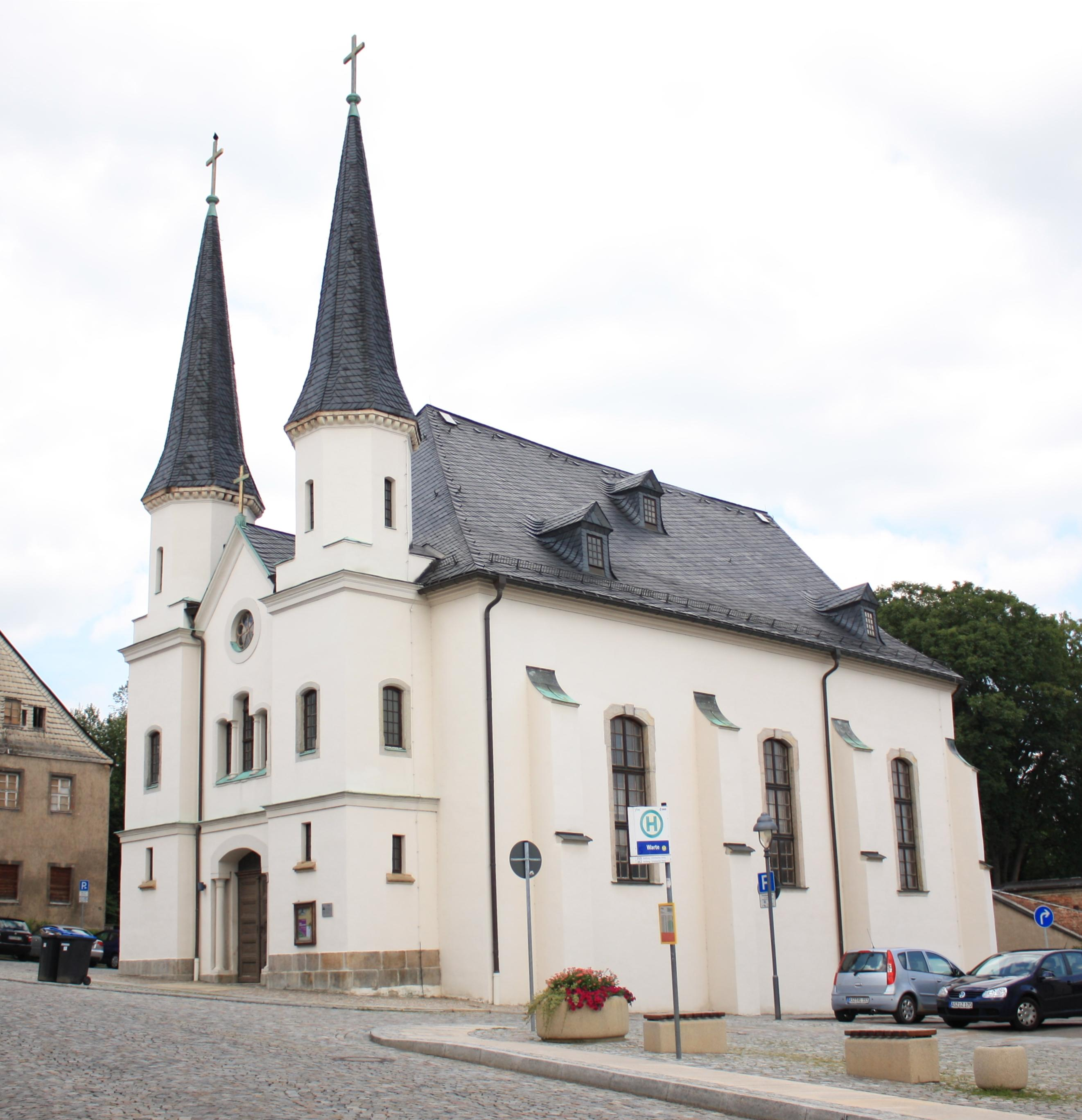
Hospitalkirche Schneeberg (2009)

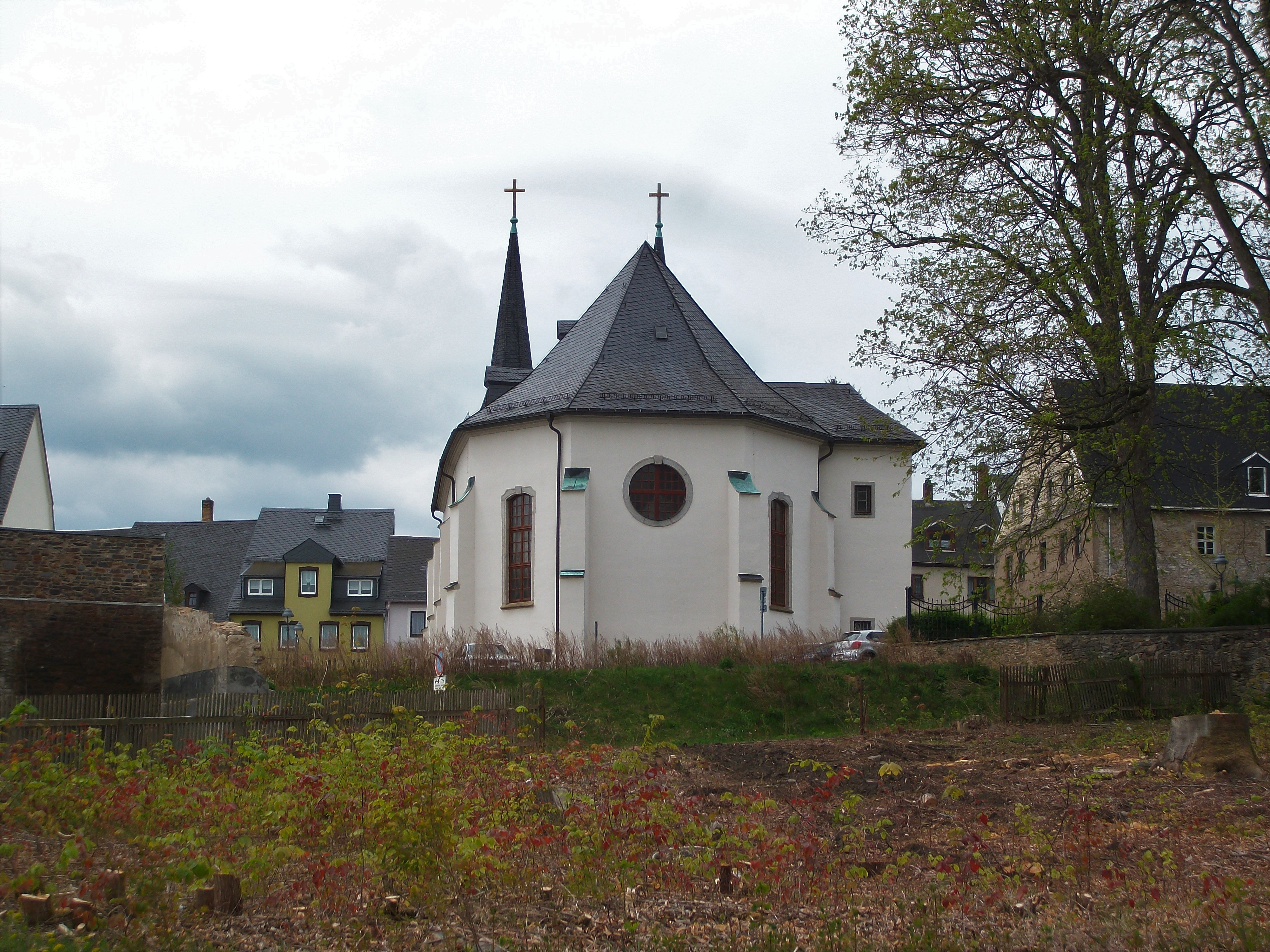
Rückansicht

Die Hospitalkirche St. Trinitatis ist die evangelisch-lutherische Kirche in der Seminarstraße am Fürstenplatz in Schneeberg (Erzgebirge). Sie wird heute als Winterkirche der Kirchengemeinde Schneeberg genutzt und ist der Heiligen Dreifaltigkeit (auch Trinitatis oder Dreieinigkeit) geweiht. 

## Bauwerk und Geschichte
Die St. Trinitatiskirche entstand von 1567 bis 1575 als Spitalkirche der angrenzenden christlichen Krankenstation und hatte damals einen eigenen Pestprediger.
Das Gotteshaus wurde beim großen Stadtbrand im Jahr 1719 stark beschädigt, bis 1739 wieder aufgebaut und dabei im Barockstil umgestaltet. 1846 entstand die Westfront mit den beiden Kirchtürmen, gestiftet von Handelsherr Carl Hänel.
Schneebergs Hospitalkirche war nach der Zerstörung von St. Wolfgang im Jahr 1945 für Jahrzehnte der Ort für die Gottesdienste der Kirchgemeinde. Auch waren deren Gemälde nach Cranach-Originalen bis 1969 dort untergebracht.
Die Gestalt des Kircheninneren wurde zwischen 1977 und 1980 auf ihren jetzigen Stand gebracht. Ab 1997 wurde der Dachstuhl generalsaniert. 
Die Gottesdienste der Kirchengemeinde Schneeberg finden zwischen Oktober und Mai größtenteils in der Hospitalkirche statt.

## Die Kirche im Rundfunk
Am 12. März 2023 sendete das Hörfunkprogramm des Mitteldeutschen Rundfunks MDR Kultur den Gottesdienst der Kirchgemeinde aus dieser Kirche als Direktübertragung. Die Predigt hielt Pfarrer Hans-Georg Tannhäuser, Leiter des Asien/Pazifik-Referates und amtierender Direktor des Leipziger Missionswerks (LMW). Dabei blickte er auch auf die LMW-Geschichte und -Gegenwart. Beteiligt waren junge Teilnehmer des LMW-Austauschprogramms.